# Liste der Naturdenkmale in Dirmstein
Die Liste der Naturdenkmale in Dirmstein nennt die im Gemeindegebiet von Dirmstein ausgewiesenen Naturdenkmale (Stand 4. März 2024).

## Naturdenkmale
| Nr.         | Bezeichnung                     | Lage                                                           | Beschreibung                                                                                                  | Bild                                    |
| ----------- | ------------------------------- | -------------------------------------------------------------- | --- | --------------------------------------- |
| ND-7332-246 | Lößwände westlich von Dirmstein | westlich des Ortes entlang der L 453 (Obersülzer Straße) Lage  | auch Schießhohl; Lösswände und Hohlweg; flächenhaftes Naturdenkmal                                            | mehr Fotos \| Fotos hochladen           |
| ND-7332-516 | Schlosspark                     | Herrengasse, hinter Nr. 45 (Koeth-Wanscheidsches Schloss) Lage | in der ersten Hälfte des 19. Jahrhunderts angelegter englischer Landschaftsgarten; flächenhaftes Naturdenkmal | mehr Fotos \| Fotos hochladen           |
| ND-7332-517 | Eine Platane                    | Affenstein, Kreuzung Bleichstraße/Leiningerstraße Lage         | auch Dicker Baum; Platanus sp.                                                                                | Fotos hochladen                         |
| ND-7332-518 | Alter Friedhof                  | Gerolsheimer Straße Lage                                       | um 1855 aufgelassener Friedhof mit altem Robinienbestand (Robinia pseudoacacia); flächenhaftes Naturdenkmal   | mehr Fotos \| Fotos hochladen           |
| ND-7332-519 | Wörschberger Hohl               | nordwestlich des Ortes (Wörschberger Weg) Lage                 | in den Löss eingeschnittener Hohlweg; flächenhaftes Naturdenkmal                                              | Fotos hochladen                         |
| ND-7332-520 | Chorbrunnen                     | nördlich des Ortes am Floßbach Lage                            | auch Chorbrünnel; in der ersten Hälfte des 16. Jahrhunderts gefasste Schwefelquelle                           | Fotos hochladen                         |
| ND-7332-521 | Vier alte Ahornbäume            | Herrengasse, vor Nr. 45 Lage                                   | Acer platanoides, drei von ehemals vier Bäume                                                                 | Direkt Bild zu diesem Denkmal hochladen |